# Jeffrey Dahmer
Jeffrey Lionel Dahmer, znany jako kanibal z Milwaukee lub potwór z Milwaukee (ur. 21 maja 1960 w Milwaukee, zm. 28 listopada 1994 w Portage) – amerykański seryjny morderca i przestępca seksualny, który zabił i poćwiartował siedemnastu mężczyzn i chłopców w latach 1978–1991. Wiele jego późniejszych morderstw dotyczyło nekrofilii, kanibalizmu i kolekcjonowania części ciała, zazwyczaj całości lub części szkieletu.

## Życiorys
Urodził się w Milwaukee w stanie Wisconsin. Niedługo potem jego rodzina przeniosła się do Bath w Ohio. Od czwartego roku życia zaczęły fascynować go martwe zwierzęta. W znanej tylko sobie kryjówce miał ukrytą czaszkę psa. Potrafił spędzać całe dnie, obserwując rozkładające się szczątki zwierząt. W wieku 14 lat zaczął pić piwo i mocny alkohol w ciągu dnia, często ukrywał swój alkohol pod kurtką, którą nosił do szkoły.
Uczęszczał na Uniwersytet Stanowy Ohio, lecz został z niego wydalony. Po tym incydencie jego ojciec zapisał go do wojska na okres sześciu lat. Popadł w alkoholizm i po dwóch latach został wyrzucony z wojska za nadużywanie alkoholu. W 1982 przeniósł się do swojej babci do West Allis w stanie Wisconsin, gdzie mieszkał przez sześć lat.
Był szereg przesłanek, że może być chory psychicznie. W sierpniu 1982 został aresztowany za obnażanie się w miejscu publicznym. Cztery lata później ponownie go aresztowano za masturbowanie się w miejscu publicznym w obecności dwóch niepełnoletnich chłopców, którzy zaalarmowali policję. Tym razem został skazany na rok więzienia, z czego odsiedział 10 miesięcy. W 1988 został aresztowany za molestowanie seksualne 13-letniego chłopca, za co dostał rok prac społecznych i został zarejestrowany jako przestępca seksualny. Przekonał sąd, iż potrzebuje leczenia psychiatrycznego i został skierowany do otwartego szpitala psychiatrycznego na 5 lat leczenia.
Pomimo zdiagnozowanego u niego zaburzenia osobowości typu borderline, schizotypowego zaburzenia osobowości oraz zaburzeń psychotycznych, Dahmer został uznany za prawnie zdrowego. Został skazany na piętnaście kar dożywotniego więzienia 17 lutego 1992 r. Później został skazany na szesnastą karę dożywotniego więzienia za dodatkowe zabójstwo popełnione w Ohio w 1978 r.

## Ofiary
Jeffrey Dahmer pierwsze morderstwo popełnił w 1978 roku. Miał wtedy 18 lat.
| Lp. | Zdjęcie | Ofiara                 | Wiek | Data              | Historia ofiary |
| --- | ------- | ---------------------- | ---- | ----------------- | --- |
| 1.  |         | Steven Hicks           | 18   | 18 czerwca 1978   | Ostatnio widziano go jadącego autostopem na koncert rockowy w Chippewa Lake Park w Bath, Ohio. Został zatłuczony hantlem i uduszony na śmierć tym narzędziem przed rozczłonkowaniem. Szczątki sproszkowano i rozrzucono w lesie za domem z dzieciństwa Dahmera. |
| 2.  |         | Steven Tuomi           | 25   | 20 listopada 1987 | Zabity w wynajętym pokoju w hotelu Ambassador w Milwaukee. Dahmer twierdził, że nie pamięta, czy zamordował Tuomiego, jednak stwierdził, że musiał go zatłuc na śmierć w pijackim amoku. Jego ciało zostało rozczłonkowane w piwnicy domu babci Dahmera, a szczątki wyrzucone do śmieci. |
| 3.  |         | James Doxtator         | 14   | 16 stycznia 1988  | Spotkał Dahmera przed barem dla gejów w Wisconsin. Doxtator został zwabiony pod pretekstem zarobienia 50 dolarów za pozowanie do nagich zdjęć. Dahmer udusił Doxtatora i trzymał jego ciało w piwnicy przez tydzień, po czym rozczłonkował je i wyrzucił do śmieci. Nigdy nie znaleziono żadnych szczątków. |
| 4.  |         | Richard Guerrero       | 22   | 24 marca 1988     | Odurzony i uduszony w sypialni Dahmera. Dahmer rozczłonkował zwłoki Guerrero w piwnicy, rozpuścił ciało w kwasie i wyrzucił kości do śmieci. Czaszkę wybielił i zachował przez kilka miesięcy przed pozbyciem się jej. |
| 5.  |         | Anthony Sears          | 24   | 25 marca 1989     | Sears był ostatnią ofiarą, która została odurzona i uduszona w rezydencji babci Dahmera. Był również pierwszą ofiarą, z której Dahmer trwale zachował jakiekolwiek części ciała. Jego zachowana czaszka i genitalia zostały znalezione w szafie na dokumenty przy 924 North 25th Street po aresztowaniu Dahmera w 1991 r. |
| 6.  |         | Raymond Smith          | 32   | 20 maja 1990      | Pierwsza ofiara, która została zabita w mieszkaniu Dahmera na North 25th Street. Smith był męskim pracownikiem seksualnym, którego Dahmer spotkał w tawernie. Dahmer podał Smithowi drinka naszpikowanego środkami nasennymi, a następnie udusił go na podłodze w swojej kuchni. Jego czaszka została pomalowana sprayem i zachowana. |
| 7.  |         | Edward Smith           | 27   | 14 czerwca 1990   | Znajomy Dahmera, który po raz ostatni był widziany w jego towarzystwie na imprezie. Szkielet Smitha został zalany kwasem. Czaszka uległa zniszczeniu w trakcie wypalania w piecu (celem usunięcia wilgoci). |
| 8.  |         | Ernest Miller          | 22   | 2 września 1990   | Miller był studentem tańca, którego Dahmer spotkał przed księgarnią. Według Dahmera, szczególnie pociągała go sylwetka ofiary. Miller został zabity przez przecięcie tętnicy szyjnej, a następnie rozczłonkowany w wannie. Dahmer przechowywał cały szkielet w dolnej szufladzie szafki na dokumenty, a serce, biceps i część nóg w zamrażarce do późniejszej konsumpcji. |
| 9.  |         | David Thomas           | 22   | 24 września 1990  | Spotkał się z Dahmerem w pobliżu Grand Avenue Mall; Został zwabiony do mieszkania Dahmera obietnicą pieniędzy za pozowanie nago do zdjęć. Gdy po wypiciu drinka Thomas stracił przytomność, Dahmer uznał, że „nie jest w jego typie”. Mimo to Dahmer udusił go, robiąc Polaroidowe zdjęcia procesu rozczłonkowywania. Nigdy nie znaleziono żadnych szczątków. |
| 10. |         | Curtis Straughter      | 17   | 18 lutego 1991    | Podszedł do Dahmera, gdy ten czekał na przystanku autobusowym w pobliżu Uniwersytetu Marquette. Dahmer zwabił Straughtera do swojego mieszkania, gdzie młodzieniec został odurzony, a następnie skuty i uduszony przed rozczłonkowaniem w wannie. Jego czaszka, ręce i genitalia zostały zachowane. |
| 11. |         | Errol Lindsey          | 19   | 7 kwietnia 1991   | Pierwsza ofiara, na której Dahmer ćwiczył to, co później opisał śledczym jako swoją „technikę wiercenia”. Procedurę, w której wiercił dziury w czaszce ofiary, przez które wstrzykiwał kwas solny do mózgu. Według Dahmera, Lindsey obudził się po tej praktyce, po czym został ponownie pozbawiony przytomności za pomocą napoju ze środkami uspokajającymi. Następnie uduszony na śmierć. Jego czaszka została znaleziona po aresztowaniu Dahmera. |
| 12. |         | Tony Hughes            | 31   | 24 maja 1991      | Hughes został zwabiony przez Dahmera do jego mieszkania pod obietnicą pozowania nago do zdjęć. Ponieważ Hughes był głuchy, porozumiewał się z Dahmerem za pomocą odręcznych notatek. Został uduszony, a jego ciało pozostawione na podłodze w sypialni Dahmera na trzy dni przed rozczłonkowaniem. Dahmer fotografował proces rozczłonkowywania. Jego czaszka została zachowana i zidentyfikowana na podstawie dokumentacji stomatologicznej. |
| 13. |         | Konerak Sinthasomphone | 14   | 27 maja 1991      | Młodszy brat chłopca, którego Dahmer napadł w 1988 roku. Sinthasomphone został odurzony i miał wstrzyknięty kwas solny do mózgu, zanim Dahmer zostawił młodzieńca bez opieki, gdy wyszedł z mieszkania po piwo. Kiedy wrócił, odkrył Sinthasomphone’a nagiego i zdezorientowanego na ulicy, z trzema strapionymi młodymi kobietami próbującymi mu pomóc. Gdy przybyła policja, Dahmer przekonał ich, że on i Sinthasomphone są kochankami i że młodzieniec jest po prostu odurzony. Kiedy policja zostawiła Sinthasomphone’a z Dahmerem w jego mieszkaniu, Dahmer ponownie wstrzyknął kwas solny do mózgu Sinthasomphone’a, co okazało się śmiertelne. Jego głowa została zatrzymana w zamrażarce, a ciało rozczłonkowane. |
| 14. |         | Matt Turner            | 20   | 30 czerwca 1991   | 30 czerwca Dahmer uczestniczył w paradzie Chicago Pride Parade. Na przystanku autobusowym spotkał 20-letniego Matta Turnera i namówił go, by towarzyszył mu w podróży do Milwaukee, gdzie miał pozować do sesji zdjęciowej. Turner został odurzony, uduszony, a następnie rozczłonkowany w wannie. Jego głowa i organy wewnętrzne zostały umieszczone w zamrażarce, a tors umieszczony następnie w 57-galonowej beczce, którą Dahmer zakupił 12 lipca. |
| 15. |         | Jeremiah Weinberger    | 23   | 5 lipca 1991      | Poznał Dahmera w gejowskim barze w Chicago i zgodził się towarzyszyć mu przez weekend w Milwaukee. Dahmer przewiercił się przez czaszkę ofiary i wstrzyknął do środka wrzątek. Później wspominał, że śmierć Weinbergera była wyjątkowa, ponieważ był on jedyną ofiarą, która zmarła z otwartymi oczami. Zdekapitowane ciało Weinbergera było trzymane w wannie przez tydzień, zanim zostało rozczłonkowane; jego tors został umieszczony w 57-galonowej beczce. |
| 16. |         | Oliver Lacy            | 24   | 15 lipca 1991     | Entuzjasta kulturystyki, którego Dahmer zwabił do swojego mieszkania obiecując pieniądze za pozowanie do zdjęć. Lacy został odurzony i uduszony skórzanym paskiem przed dekapitacją, a jego głowa i serce zostały umieszczone w lodówce. Jego szkielet został zachowany, aby ozdobić jedną stronę prywatnego sanktuarium czaszek i szkieletów, w trakcie tworzenia którego był Dahmer, gdy został aresztowany tydzień później. |
| 17. |         | Joseph Bradeholt       | 25   | 19 lipca 1991     | Ostatnia ofiara Dahmera. Bradehoft był ojcem trójki dzieci z Minnesoty, który w chwili zamordowania szukał pracy w Milwaukee. Został pozostawiony na łóżku Dahmera przez dwa dni po zamordowaniu, zanim 21 lipca został zdekapitowany. Jego głowa została umieszczona w lodówce, a tors w 57-galonowej beczce. |

## Aresztowanie
Jedną z kolejnych ofiar miał być ciemnoskóry, dobrze zbudowany mężczyzna o imieniu Tracy Edwards. 22 lipca 1991 Dahmer zaprosił go do domu, pod pretekstem wypicia alkoholu i pozowania do rozbieranych zdjęć, za co obiecał mu zapłatę. Do jego drinka dodał środek usypiający. Tę metodę Dahmer stosował przy większości popełnianych przez siebie zbrodni. Środek nasenny dosypany do wódki nie został jednak połknięty przez Edwardsa, gdyż ten nie przepadał za tego typu alkoholem. Dahmerowi nie udało się także skuć go kajdankami, ponieważ Edwards okazał się silniejszy i zdołał uciec z mieszkania. Na ulicy zaalarmował patrol policji i zaprowadził policjantów do domu Dahmera. Dahmer początkowo był miły dla policjantów, jednak gdy zorientował się, że policjanci mogą coś podejrzewać, próbował ich zaatakować. Jeden z funkcjonariuszy obezwładnił go, a drugi zaczął przeszukiwać jego mieszkanie. W pokoju, na biurku, znalazł porozrzucane fotografie, które przedstawiały różne stadia ćwiartowania ludzkich zwłok. Następnie policjant w lodówce Dahmera znalazł odciętą ludzką głowę. Dahmer został przewieziony do aresztu.
Podczas późniejszego przeszukania mieszkania Dahmera, policja znalazła jeszcze zakonserwowane w formalinie ludzkie dłonie i inne części ciała, które były w słoikach i dużej beczce, oraz jedenaście ludzkich czaszek, niektóre pomalowane szarą farbą mającą imitować plastik. Ponadto w jego szafie odkryto kompletny ludzki szkielet.

## Proces
Jeffrey Lionel Dahmer został oskarżony o 17 morderstw, zarzuty zredukowano później do 15. Materiał procesowy był tak obszerny, że prokurator nawet nie oskarżył go o usiłowanie morderstwa ostatniego mężczyzny. Proces rozpoczął się w styczniu 1992. Obrona wnioskowała o uznanie go za niepoczytalnego. Lekarze sądowi orzekli jednak, że Dahmer w momencie popełniania zbrodni był w pełni poczytalny. Został uznany winnym 15 morderstw i skazany na 15 wyroków dożywotniego więzienia. W mowie końcowej wyraził żal z powodu swoich czynów i oświadczył, że wolałby umrzeć.
Majątek Dahmera został przyznany rodzinom jedenastu jego ofiar, które złożyły pozew o odszkodowanie. W 1996 roku Thomas Jacobson, prawnik reprezentujący osiem rodzin, ogłosił planowaną aukcję majątku Dahmera. Chociaż krewni ofiar stwierdzili, że motywem nie była chciwość, ogłoszenie wywołało kontrowersje. Szybko powstała grupa obywatelska Milwaukee Civic Pride, która starała się zebrać fundusze na zakup i zniszczenie majątku Dahmera. Grupa zobowiązała się do przekazania 407 225 dolarów, w tym 100 000 dolarów w darze od dewelopera nieruchomości z Milwaukee, Josepha Zilbera, na zakup majątku Dahmera; pięć z ośmiu rodzin reprezentowanych przez Jacobsona zgodziło się na warunki, a rzeczy Dahmera zostały następnie zniszczone i zakopane na nieujawnionym wysypisku w Illinois.

## Przyczyna śmierci
28 listopada 1994 Dahmer, Jesse Anderson oraz Christopher Scarver zostali wyznaczeni do sprzątania łazienki w siłowni. Strażnik więzienny, który ich nadzorował, oddalił się na chwilę, wtedy Scarver uderzył Dahmera i Andersona ciężarkiem w głowę. Dahmer zmarł w drodze do szpitala, na skutek uszkodzenia mózgu.
Scarver, który odsiadywał wyrok dożywocia za morderstwo popełnione w 1990 roku, poinformował władze, że najpierw zaatakował Dahmera metalowym prętem, gdy Dahmer sprzątał szatnię dla personelu, a następnie zaatakował Andersona, gdy Anderson sprzątał szatnię dla więźniów. Według Scarvera, Dahmer nie krzyczał ani nie robił hałasu, gdy był atakowany. Natychmiast po zaatakowaniu obu mężczyzn Scarver, którego uważano za schizofrenika, wrócił do swojej celi i poinformował strażnika więziennego: „Bóg kazał mi to zrobić. Jesse Anderson i Jeffrey Dahmer nie żyją.” Scarver uparcie twierdził, że nie planował wcześniej ataków, choć później wyjawił śledczym, że na krótko przed zabójstwami ukrył w swoim ubraniu 20-calowy żelazny pręt użyty do zabicia obu mężczyzn.
Dahmer w swoim testamencie miał zapisane, że nie życzy sobie żadnych nabożeństw oraz, że chce być skremowany. We wrześniu 1995 roku ciało Dahmera zostało skremowane, a jego prochy podzielone między rodziców.

## Przedstawienia w filmach i serialach
- 1993: The Secret Life: Jeffrey Dahmer (film) – Carl Crew
- 2002: Dahmer (film) – Jeremy Renner
- 2006: Raising Jeffrey Dahmer (film) – Scott Cordes
- 2017: Mój przyjaciel Dahmer (film) – Ross Lynch
- 2020: Jeffrey Dahmer: Mind of a Monster (film) – on sam
- 2022: Dahmer – Potwór: Historia Jeffreya Dahmera (miniserial Netflixa) – Evan Peters
- 2022: Rozmowy z mordercą: Taśmy Jeffreya Dahmera (miniserial Netflixa)

## Odniesienia w kulturze popularnej
Utwór „213” thrash metalowej grupy Slayer opowiada o zbrodniach Jeffreya Dahmera, a 213 to był numer mieszkania, w którym Dahmer mieszkał.
Rozz Williams zadedykował Dahmerowi utwór Christian Death o tytule "Still Born / Still Life Part I (for Jeffrey Dahmer) (with love)".
W piosence „Dark Horse” Katy Perry i Juicy’ego J morderca wspomniany został w słowach:

"she eat your heart out like Jeffrey Dahmer"

 Nawiązanie pojawia się również w piosence „Cannibal” autorstwa Keshy.

Be too sweet, and you’ll be a goner (Yep)
I’ll pull a Jeffrey Dahmer

W piosence „The Joker’s Wild” zespołu Insane Clown Posse, który nawiązuje do programu rozrywkowego, pada pytanie: 

„Tell me who killed 17 people and later ate their dead bodies?”
„Jeffrey Dahmer.”
„No, the correct answer would be your mother. Shaggs?”

Eminem nawiązał do Dahmera w utworze Bagpipes from Baghdad z albumu Relapse:

I’ll cut ya like Dahmer, pull a butcher knife on ya.

W piosence Deuce’a Till’ I Drop z albumu Nine Lives pojawia się nawiązanie:

No disrespect to Mom But she gave birth to a kid way worse than Dahmer, Bin Laden, or Saddam.

Angielski zespół Cradle of Filth w traktującym o nekrofilii utworze Lord Abortion:

I know I’m sick as Dahmer did, but this is what I do.

Amerykański artysta Juice WRLD w jednym ze swoich utworów nawiązuje:

She a killer and an eater, she a Jeffery Dahmer

W utworze Phobe Bridgers "Killer" z albumu "Stranger in the Alps" :

I even scared myself by talkin'
About Dahmer on your couch